# Daily (andropのアルバム)
『daily』（デイリー）はandropの通算10枚目のアルバム。2018年12月19日に発売された。

## 概要
アルバム作品としては、前作『cocoon』より約9ヶ月ぶりのリリースとなった。
andropは2009年12月にキャリア初のアルバム『anew』をリリースし、2018年12月でCDデビューからちょうど9年を迎え、本作の発売週から10周年のアニバーサリーイヤーがスタートするが、本作はその幕開けを飾る作品となる。
本作は通常盤と初回限定盤の2形態で発売され、初回限定盤にはリードトラック『Home』のミュージックビデオおよびインタビューを含むメイキング映像が収録したDVDが付属する。
本作リリースに先駆け、2018年12月14日に収録曲全曲が先行配信された。

## 収録曲
| #         | タイトル                  | 作詞  | 作曲・編曲 | 時間 |
| --------- | ------------------------- | ----- | ---------- | ---- |
| 1.        | 「Hikari」                |       |            | 4:02 |
| 2.        | 「Blue Nude」             |       |            | 3:54 |
| 3.        | 「Blanco」                |       |            | 5:01 |
| 4.        | 「Saturday Night Apollo」 |       |            | 3:33 |
| 5.        | 「Canvas」                |       |            | 5:14 |
| 6.        | 「Home」                  |       |            | 5:13 |
| 合計時間: | 合計時間:                 | 26:57 |            |      |

## 楽曲について
1. Hikari
10thシングル。フジテレビ系・木曜劇場「グッド・ドクター」主題歌。
2. Blue Nude
2018年12月6日にラジオ解禁された楽曲。伊藤をはじめメンバーが特に気に入っている楽曲[3]で、「裏リード曲」とされている[4]。
「夜の帳が下りていく」という歌詞にまつわる写真を、TwitterまたはInstagramでハッシュタグを付けて投稿するとオリジナルポーチがもらえるキャンペーンが実施された。
3. Blanco
『Home』が完成するまではリード曲になる予定だった楽曲。内澤曰く、他人の力でも自力でも動かせるブランコを愛のかたちの象徴として書いたという[3]。
4. Saturday Night Apollo
本作でもっとも速いBPM（100）の楽曲である[3]。
5. Canvas
2014年には制作されていた曲だが、「今（2014年時点）入れるにはもったいない」とのことで、4年越しのアルバム収録となった[3]。
6. Home
本作のリードトラック。2018年11月23日にラジオにてフル音源が解禁された。前述の通り『Blanco』がリード曲となる予定だったが、ノスタルジックすぎたため明るさが欲しくなり、新たに『Home』が書き下ろされた。歌詞は、MV撮影の前日に、学園祭ライブ（2018年11月4日、長崎国際大学）のため訪問していた長崎でフルコーラスを作り、MV撮影のセッティング中にも歌詞を書き、最終的に八戸で全編が完成した[3]。
MVは内澤の故郷である青森県八戸市で撮影され、11月30日にショートバージョンがYouTubeにて公開された。楽曲が完成していない段階で内澤が「（本作を）10周年という節目に相応しい作品にしたい、昔から知ってる人にも最近知ってくれた人にも届くようなものにしたい」とMV監督に伝えたところ、故郷・八戸で撮影を行うこととなった。なお、登場する親子は監督の妻と息子である[3]。

## ツアー
2019年5月15日から6月22日にかけて、本作のタイトルを冠したツアー「one-man live tour 2019 "daily"」を全国6ヶ所6公演の日程で開催する。